# 壳牌青少年调查
壳牌青少年调查（德語：Shell Jugendstudie），也译壳牌青年研究，是一项面向德国青少年的社会调查。壳牌青少年调查始于1953年，每四年进行一次，由壳牌公司委托专家通过问卷调查研究德国青少年的思想情况。